# روجر كروفورد
روجر كروفورد (ولد في 8 أكتوبر سنة 1960) هو أول شخص في التاريخ الأمريكي يصبح لاعب تنس محترف ويلعب في القسم الأول من الرابطة الوطنية لرياضة الجامعات مع إعاقة شديدة. اليوم هو خطيب، كاتب، وكذلك لا يزال لاعب تنس محترف. العديد من المؤسسات والأفراد المشهورين، مثل فنادق ماريوت، نايك، كريس إيفرت، رونالد ريغان قد عبروا عن شكرهم لكروفورد للتغلب على المعوقات. ظهر كروفورد أيضا في فيلم «في ضوء جديد» الفائز بـجائزة إيمي.